# Дициемиды
Дициеми́ды (лат. Dicyemida) — тип примитивно устроенных беспозвоночных животных, паразитирующих на головоногих моллюсках. Содержит 70—75 видов. Ранее дициемид из-за простоты организации объединяли с ортонектидами в группу Mesozoa, рассматривая в качестве переходной группы между протистами и многоклеточными животными. Впоследствии, когда получила широкую поддержку гипотеза об их вторичном упрощении в связи с паразитическим образом жизни, эти представления были отвергнуты.

## Образ жизни
Дициемиды паразитируют в почках осьминогов и каракатиц (в кальмарах их, как правило, не обнаруживают). Они в большом количестве заселяют почку и перикард моллюска-хозяина. Заражённость хозяев часто достигает почти 100 %. Один конец тела червя прикреплён к почечному эпителию, а другой конец свободно свисает в полость почки. Тело дициемиды поглощает питательные вещества, эндоцитируя находящиеся в первичной моче низкомолекулярные соединения и, таким образом, конкурируя за всасывание с почечным эпителием. Согласно некоторым данным, дициемид следует рассматривать не как паразитов, а как симбионтов, потому что они повышают кислотность среды и способствуют выделению аммиака моллюском.

## Строение
Нитевидная взрослая особь носит название нематоген и имеет длину от одного до нескольких мм. Её эпидермис составляют 40—50 многоресничных клеток, короткие реснички которых разделены многочисленными узкими складками. На переднем конце тела два ряда клеток образуют так называемую шапочку, снабжённую короткими ресничками. Эти реснички переплетаются с микроворсинками клеток почечного эпителия, таким образом прикрепляясь к почке хозяина. Складки эпителия увеличивают площадь всасывающей поверхности, через которую паразит поглощает питательные вещества хозяина. Клетки шапочки также называются полярными клетками, и они обычно упорядочены двусторонне-симметрично. Детали расположения полярных клеток специфичны для родов и видов. Внутренняя часть тела представлена единственной длинной аксиальной клеткой, содержащей одно большое ядро. Внутри осевой клетки находятся стволовые клетки, носящие название аксобласты. Каждый аксобласт или группа аксобластов заключены в везикулы, плавающие в цитоплазме аксиальной клетки. Мышечных клеток у дициемид нет.

## Размножение и жизненный цикл
Дициемиды размножаются половым и бесполым путём. При бесполом размножении аксобласт, находящийся в осевой клетке родительской особи, партеногенетически развивается в дочернего червя. Один нематоген может одновременно производить несколько дочерних паразитов. Когда на дочернем паразите появляются реснички, он протискивается между клетками материнского организма, выходит в мочу и прикрепляется к почечному эпителию своим передним концом. Когда нематоген закрепляется в почке моллюска, он начинает размножаться бесполым путём, быстро увеличивая количество паразитов. Когда их число достигает порогового значения, черви переходят к половому размножению. Вероятно, это переключение происходит с помощью неидентифицированного химического фактора. При переходе к половому размножению несколько или один аксобласт нематогена начинают делиться, давая начало самооплодотворяющейся гермафродитной особи — инфузоригену, которая остаётся в аксиальной клетке материнского нематогена. Внешний слой инфузоригена образован яйцеклетками, а спермии локализуются группами внутри аксиальной клетки. Вероятно, мейотические деления происходят при образовании спермиев и яйцеклеток. Иногда инфузориген рассматривают как гермафродитную гонаду.
После оплодотворения зигота претерпевает голобластическое, неравномерное, спиральное дробление, похожее на дробление бескишечных турбеллярий (Acoela). Далее зигота развивается в ресничную, двусторонне-симметричную личинку, внешне похожую на инфузорию. Личинки состоят из 37 (иногда 39) клеток и по сложности строения превосходят родительских особей. Они имеют две крупные клетки с светопреломляющими включениями, содержащими инозитол-6-фосфат, а также ресничную полость с срединной наружной порой (урночка) и четыре урночновые клетки. Личинки покидают родительского червя через разрывы в стенке тела, при мочеиспускании выходят из моллюска-хозяина и инфицируют новых особей. Сначала они попадают в жаберный отдел мантийной полости, а затем в печень. Затем нематогены-основатели с тремя аксиальными клетками появляются в почках. Заражение новых особей может происходить, например, когда родительский моллюск омывает своё потомство водой, выбрасываемой из воронки и содержащей мочу с дициемидами. Возможны и другие пути заражения моллюсков дициемидами.

## Классификация и филогения
Первоначально дициемид в силу простоты организации относили (вместе с ортонектидами) к типу мезозои, который, как тогда считалось, занимает промежуточное положение между одноклеточными эукариотами (Protozoa) и многоклеточными животными (Metazoa). Филогения дициемид противоречива, и некоторые исследователи считают дициемид действительно примитивными многоклеточными организмами. Некоторые учёные, напротив, считают, что упрощённое строение дициемид есть результат приспособления к паразитизму. Молекулярные данные говорят о том, что дициемиды не являются первично примитивными животными. Анализ 18S рРНК показал, что дициемиды относятся к двусторонне-симметричным животным, а аминокислотная последовательность белка Antennapedia говорит о родстве дициемид с Lophotrochozoa, причём показано, что дициемиды не состоят в близком родстве с плоскими червями. Кроме того, спиральное дробление дициемид свидетельствует об их принадлежности к Spiralia. Если у дициемид действительно имеет место дуэтное спиральное дробление, то они могут быть родственниками Acoela. О вторично упрощённой простоте дициемид говорит и анализ таких генов, критически важных для развития двусторонне-симметричных животных, как Zic, Pax6 и ряд генов домашнего хозяйства.
К типу дициемиды (Dicyemida) относят от 70 до 115 видов. Он содержит единственный класс Rhombozoa, включающий как минимум три семейства.
- Conocyemidae  Stunkard, 1937
- Dicyemidae  Van Beneden, 1882
- Kantharellidae  Czaker, 1994